# Michaël Gregorio
Pour les articles homonymes, voir Gregorio.
Michaël Gregorio, né le 10 juin 1984 à Mulhouse, est un acteur, chanteur et imitateur français.

## Biographie

### Carrière

#### Enfance
Michaël Gregorio nait le 10 juin 1984 à Mulhouse. Fils de militaire, il déménage à plusieurs reprises pendant son enfance. Après quelques mois en Allemagne, sa famille retourne dans le Béarn dont elle est originaire, à Pau, où il habite avenue du Loup,. Il garde le souvenir du trac ressenti à sa première scène, lors du spectacle de son école à Gan, à trois ans. Il a des origines espagnoles.
Frère ainé de deux sœurs, il déménage avec sa famille à Étain, où son père est membre du 3e régiment d'hélicoptères de combat, alors qu'il a dix ans.

#### Formation et débuts
Il prend des cours de théâtre dès ses 14 ans et joue au théâtre de Verdun dans des pièces telles que Dom Juan revient de guerre d'Ödön von Horváth ou dans Grand-peur et misère du IIIe Reich de Bertolt Brecht (mis en scène par Anne-Margrit Leclerc), pièce où il assure deux rôles. À seize ans, il s'amuse à chanter à la manière de ses groupes favoris (Radiohead, Nirvana et d'autres). Il fait aussi l'école du cirque Persé Circus comme jongleur à Verdun. En 2001, il passe le bac option théâtre après sa scolarité au lycée Margueritte.
Il participe en mars 2001 à l'émission Graines de star, sur M6, qu’il remporte deux fois devenant une Graine d'imitateur. Avec son manager de l’époque David Hardit, il commence à se produire à l'âge de seize ans.
En 2002 et 2003, il participe à l'émission Les Coups d'humour de TF1, produite par Gérard Louvin, et fait le 90 minutes pour rire à Bercy avec Anthony Kavanagh, Maxime et Bruno Salomone. Il interrompt sa première année de droit (via le CNED), lorsqu'il obtient un contrat au Vingtième Théâtre.

#### Révélation
En 2004, il rencontre Laurent Ruquier pour participer aux émissions Vos imitations préférées sur France 2. En tant qu'imitateur il fait plusieurs duos avec des chanteurs de renom comme Garou, Nicoletta ou Joe Cocker. Il est aussi présent au festival Juste pour rire de Montréal (2005).
Produit par Laurent Ruquier, son premier spectacle au Café de la Danse en décembre 2006 est prolongé jusqu'en avril 2007. Il est suivi d'une tournée dans toute la France en 2007. En 2006, il participe aux festivals Paris fait sa comédie, Le Printemps du rire à Toulouse et le festival Juste pour rire de Nantes.
Il se fait remarquer par l'originalité et l'éclectisme de son répertoire. On retrouve Shakira, The Clash, Nirvana, Daft Punk, Kendji Girac, Raphael, Vincent Delerm, Jay-Z, Prince, Petit Corps Valide, un clin d'œil à Grand Corps Malade, Francis Cabrel, Michael Jackson, Joe Cocker, Ray Charles, Édith Piaf, Michel Berger, Johnny Hallyday, M, Mika, Julien Doré, Jean-Jacques Goldman, Christophe Maé, Christophe Willem, Mylène Farmer ou encore la guitare de Gary Moore…. Il incarne également de grandes voix telles que Luciano Pavarotti, Louis Armstrong ou encore Ray Charles. Il perfectionne sa technique de chant avec Armande Altaï. Michaël n'imite quasiment pas de voix parlées, à part Elie Semoun.
Michaël Gregorio se produit à l'Européen du 6 novembre 2007 au 12 janvier 2008 avec son spectacle J’aurais voulu être un chanteur.

#### Succès
Il fait la première partie de Céline Dion (tournée européenne : Anvers, Paris Bercy, Nice, Arras et Genève) de mai à juillet 2008 et participe également au spectacle Autour de la Guitare de Jean-Félix Lalanne en DVD.
Cette année 2008, marquée par un « prix coup de cœur du jury » du Festival Mont-Blanc d’Humour 2008 de Saint-Gervais-les-Bains, se clôture avec cinq spectacles complets au Bataclan du 10 au 14 décembre.
Après une tournée en France et dans les pays francophones (Suisse, Tunisie…), il revient au Bataclan du 16 au 31 décembre 2009 avec son nouveau spectacle Michael Gregorio pirate les chanteurs. Il obtient alors le prix Henri Salvad'Or qui récompense l'étoile montante de l'humour.
Le 26 septembre 2009, Laurent Ruquier le met à l'honneur avec l'émission Vos chanteurs préférés sur France 2 dans lequel il interprète des parodies et des duos inattendus avec Christophe Willem, Lara Fabian, Florent Pagny, Pascal Obispo, Grégoire, etc.
En décembre, il coanime le gala d'ouverture des vingt ans du Festival du rire de Montreux.

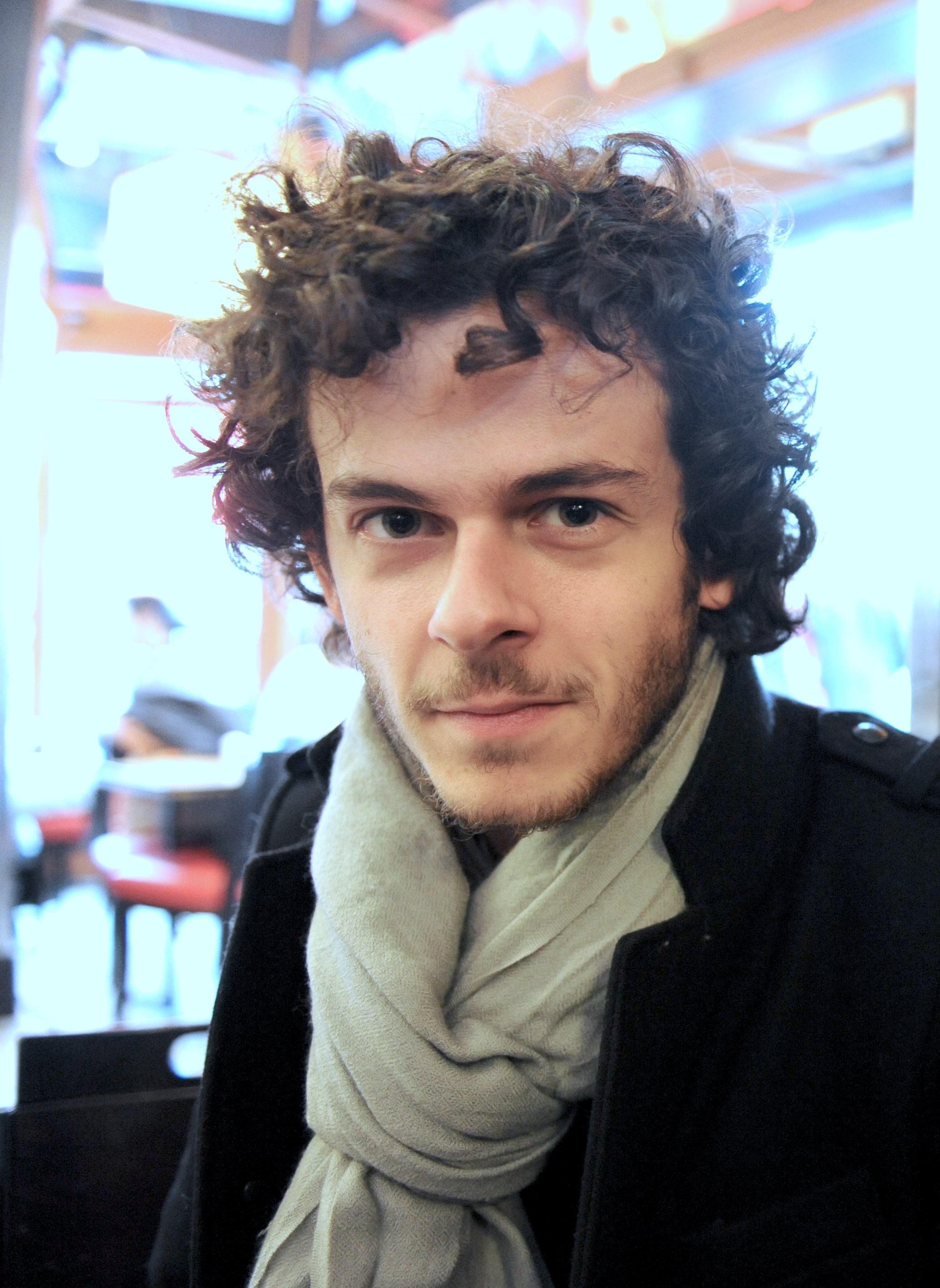
Michaël Gregorio, le 29 novembre 2010 à Paris.

Son succès se confirme en 2010 avec une nouvelle tournée à guichets fermés partout en France et dans les pays francophones (Suisse, Belgique, Tunisie…).
En 2012, il est en tournée avec son tout nouveau spectacle En ConcertS qu'il joue au Bataclan pour 50 représentations entre le 4 octobre 2012 et le 5 janvier 2013. En concertS est un spectacle musical et humoristique dans lequel Michaël Gregorio innove avec de nouvelles performances et des voix inédites (Shakira, U2, Raphael, etc.), tout en reprenant quelques-uns de ses grands classiques (Jacques Brel, Ray Charles, etc.).
En juin 2013, il se produit au Trianon pour capter le spectacle En ConcertS (sortie en DVD le 12 novembre 2013) puis du 18 au 31 décembre 2013.
En mars 2014, il est le premier imitateur à se produire au Théâtre du Châtelet. Il se produit à Paris à l'Olympia fin 2014 pour les dernières de son spectacle et propose en mars 2015, pour la première fois, 2 concerts (Paris et Lyon) où il présente une version plus rock'n'roll de son spectacle. Avec En ConcertS, Michaël Gregorio totalise plus de 320 dates devant plus de 500 000 spectateurs.
En 2014, il joue dans le téléfilm Les Fusillés de Philippe Triboit aux côtés de Grégoire Leprince-Ringuet, diffusé le 10 novembre 2015 sur France 3 (Sortie en DVD le 17 novembre 2015).
Il a également prêté une nouvelle fois sa voix à un film d'animation. Il est, Mune le gardien de la lune dans le film du même nom de Benoît Philippon et Alexandre Heboyan. Avec les voix d'Omar Sy et Izïa Higelin.
Il  fait également partie du casting de la série Malaterra, diffusée sur France 2 à partir du 18 novembre 2015, aux côtés de Simon Abkarian, Constance Dollé, Nicolas Duvauchelle et Louise Monot.
En 2016, il revient avec un spectacle anniversaire intitulé "J'AI 10 ANS!" qui reprend les meilleurs moments de ses 3 précédents spectacles avec de nouvelles voix dans une nouvelle mise en scène. Il est en tournée en 2016 et 2017 et de passage à Bercy AccorHotels Arena le 16 décembre 2016 puis les 9, 17 et 31 mars 2017 à la Salle Pleyel. À la rentrée 2017, il se produit au Bataclan le 18 octobre puis de nouveau à Bercy AccorHotels Arena le 21 décembre 2017 pour les dernières de ce spectacle.
En 2019, il est de retour avec un nouveau projet, Voix libre, spectacle autour de la voix et de la magie, conçu avec Valentine Losseau et Raphaël Navarro et joué en tournée à l'automne 2019.
En 2020, en pleine pandémie de COVID-19, il est victime d'une extinction de voix et doit donc ne plus chanter ni parler durant 3 mois et se fera opérer des cordes vocales pour y remédier.
En 2021, Michaël Gregorio et ses musiciens reviennent avec un nouveau spectacle intitulé : L'Odyssée de la voix.
En 2023, il participe à l'anniversaire surprise chez les Bodin's. Il a le rôle d'un gendarme. Il le fait avec sa collègue Virginie Hocq.
En 2024, il est membre du jury de l'émission Starmaker sur RTL TVI, au côté d'Anggun, Agustín Galiana et de Maria Del Rio,.
En 2024, il est membre du jury de l'émission Voix de stars sur France 3, au côté de Liane Foly, Jarry et Véronic Dicaire.

## Engagement
Il est parrain de l'Association européenne contre les leucodystrophies (ELA).
Il est parrain du bateau Multi 50 Defi Voile Solidaires en Pelotons Vaincre la sclérose en plaques ensemble - Skipper Thibaut Vauchel Camus.

## Théâtre
- 2001 : Dom Juan revient de guerre d'Ödön von Horváth et Grand-peur et misère du IIIe Reich de Bertolt Brecht (mis en scène par Anne-Margrit Leclerc)

## Spectacles
- 2006 - 2009 : J'aurais voulu être un chanteur, Café de la Danse, L'Européen, Bataclan et tournée.
- 2009 - 2011 : Michaël Gregorio pirate les chanteurs, Bataclan, Olympia et tournée. Sortie en DVD le 9 novembre 2010
- 2012 - 2015 : En ConcertS, Bataclan, Trianon, Théâtre du Châtelet, Olympia et en tournée dans les plus grandes salles de France. Sortie en DVD le 12 novembre 2013
- 2016 - 2018 : J'ai 10 ans ! en tournée dans les Zéniths, le 16 décembre 2016 à l'AccorHotels Arena et les 9-17-31 mars 2017 à la Salle Pleyel. En tournée en 2017, Bataclan le 18 octobre 2017 et à l'AccorHotels Arena le 21 décembre 2017. Sortie en DVD le 14 novembre 2017.
- 2020 - 2025 : de retour avec un nouveau spectacle : L'Odyssée de la Voix

## Filmographie

### Cinéma

#### Films
- 2012 : Dépression et des potes d'Arnaud Lemort : un des comédiens de doublage
- 2016 : Venise sous la neige d'Elliott Covrigaru : Adrien
- 2022 : Hommes au bord de la crise de nerfs d'Audrey Dana : Noé

### Télévision

#### Téléfilms
- 2015 : Les Fusillés de Philippe Triboit : Bastien Marchandeau

#### Séries télévisées
- 2015 : Malaterra de Laurent Herbiet et Jean-Xavier de Lestrade : Julien Lopez
- 2023 : Les Bracelets rouges d'Albert Espinosa (saisons 4 et 5) : Darius

### Doublage
Films
- 2010 : Tout va bien ! The Kids Are All Right : Jai (Kunal Sharma)
- 2011 : Hop : Robbie, lapin de Pâques (Russell Brand) (voix)

Films d'animation
- 2010 : Allez raconte ! : chansons et imitations
- 2011 : Gnoméo et Juliette : Gnoméo[27]
- 2015 : Mune, le Gardien de la Lune : Mune (création de voix)
- 2018 : Sherlock Gnomes : Gnoméo[27]
- 2018 : Léo et les extraterrestres : voix des 3 extraterrestres
- 2021 : Arlo, le garçon alligator : Arlo Beauregard
- 2022 : L'Âge de glace : Les Aventures de Buck Wild : Orson[28]
- 2022 : Buzz l'Éclair : Sox[29]

Séries d'animation
- 2018-2022 : Chip et Patate : M. Creuseur
- 2021 : J'adore Arlo : Arlo Beauregard

### Musique
- 2012 : composition de la chanson Song for Léa pour le film Dépression et des potes
- 2018 : composition de la chanson Je lève mon vers pour Barcella sur l'album Soleil.

## Distinctions
- Globe de cristal 2013 : meilleur one-man-show pour En concertS[9]
- Prix Henri Salvad'Or 2009 (qui récompense une étoile montante de l'humour)
- Festival d’Humour de Saint-Gervais 2008 : prix « Coup de cœur du jury »